# Carl Spitzweg

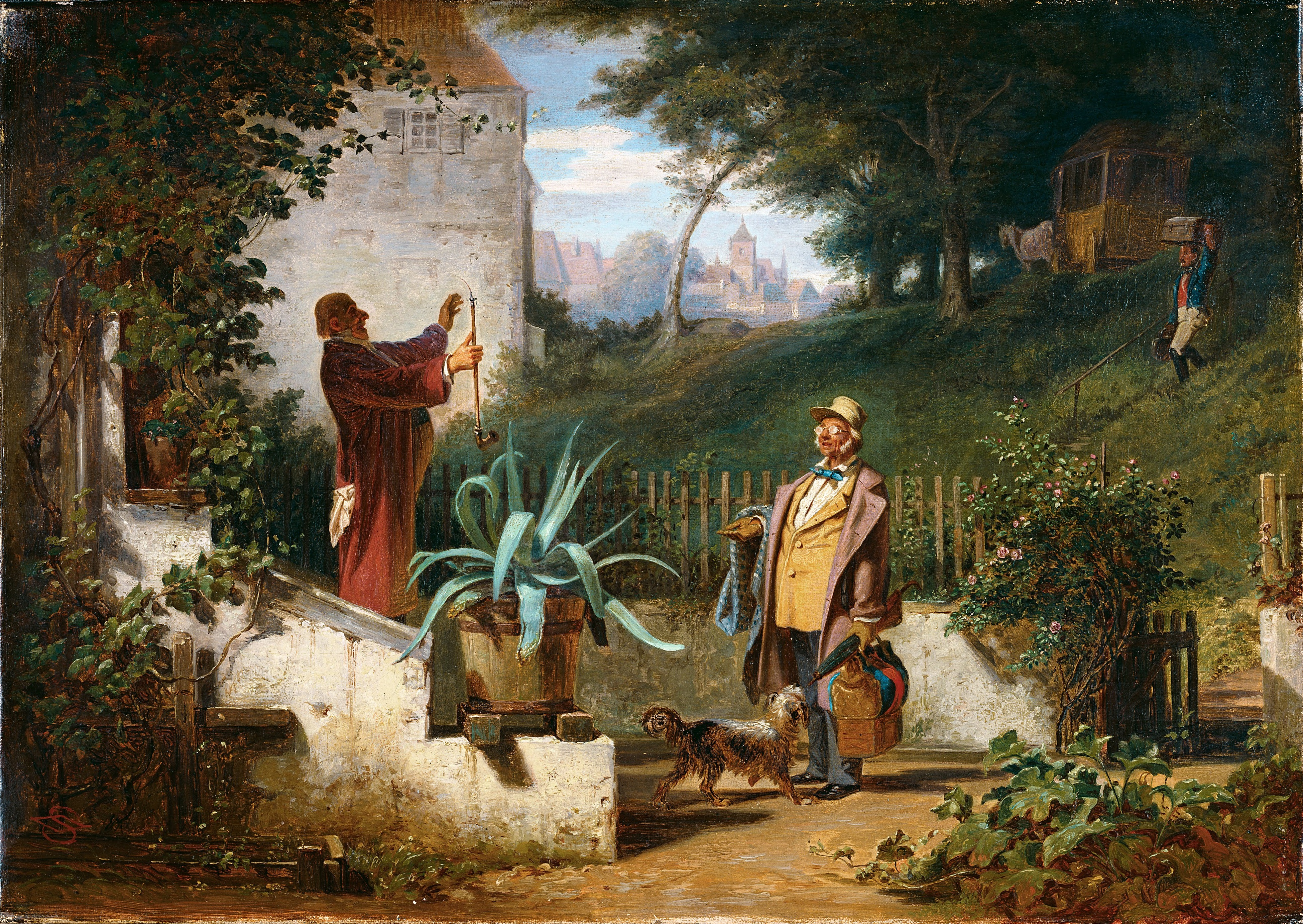
Jugendfreunde, omkring 1855

Franz Carl Spitzweg, född 5 februari 1808 i Unterpfaffenhofen nära München, död 23 september 1885 i München, var en tysk målare och poet. 

## Biografi
Carl Spitzweg var nummer två av tre söner till den förmögne köpmannen Simon och Franziska Spitzweg. Han utbildade sig efter sin fars önskan till apotekare på Münchens universitet, men efter dennes död och en tids sjukdom blev han i stället målare och räknas som en senromantiker från biedermeiertiden. Han var självlärd som målare och lärde sig genom att kopiera flamländska mästare och började med bidrag till satiriska tidskrifter som Fliegende Blätter. Från 1833, när han fick ut ett arv, ägnade han sig helt åt målning. Han arbetade mestadels i olja och är känd för sina romantiska färgstarka avbildningar av borgerliga miljöer och människor. Spitzweg var även en uppskattad tecknare, och medverkade i flera tidningar.
Carl Spitzweg är känd som en av Adolf Hitlers favoritkonstnärer. Bland andra var verket Das Auge des Gesetzes (Justitia) tänkt att ingå i det planerade Führermuseum i Linz i Österrike. 
I december 1976 gjorde performancekonstnären Ulay en konstaktion i Neue Nationalgalerie i dåvarande Västberlin, varvid han stal Spitzwegs Den fattige poeten och lät filma detta i Da ist ein kriminelle Berührung in der Kunst. Han lämnade tillbaka tavlan efter några timmar. Målningen stals åter 1989, denna gång utan att lämnas tillbaka. Den finns i ytterligare två versioner. 

## Utmärkelser
Asteroiden 5493 Spitzweg är uppkallad efter honom.

## Bildgalleri

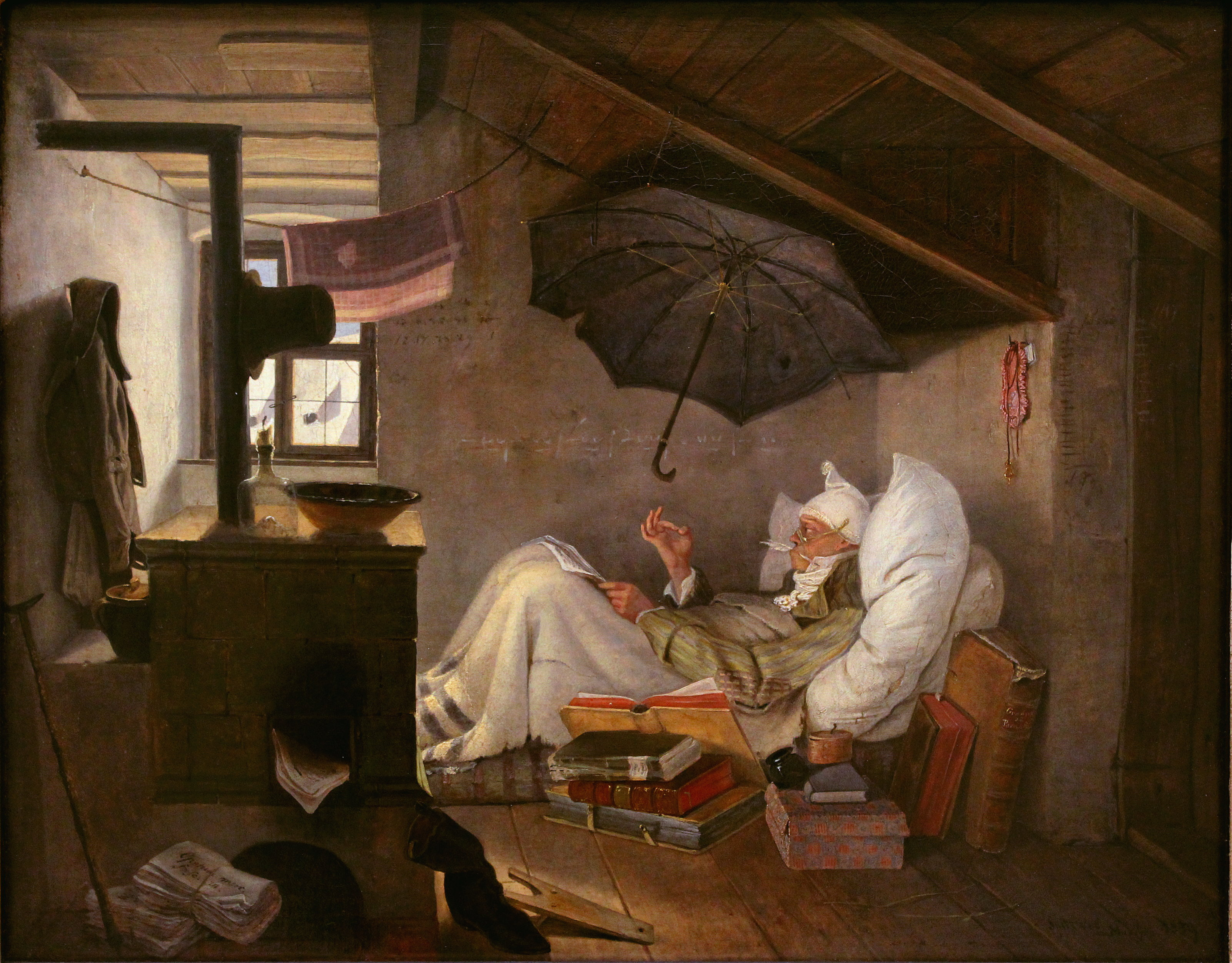
Den fattige poeten (1839)
Bokmalen (omkring 1850)
Ein Besuch (omkring 1855)
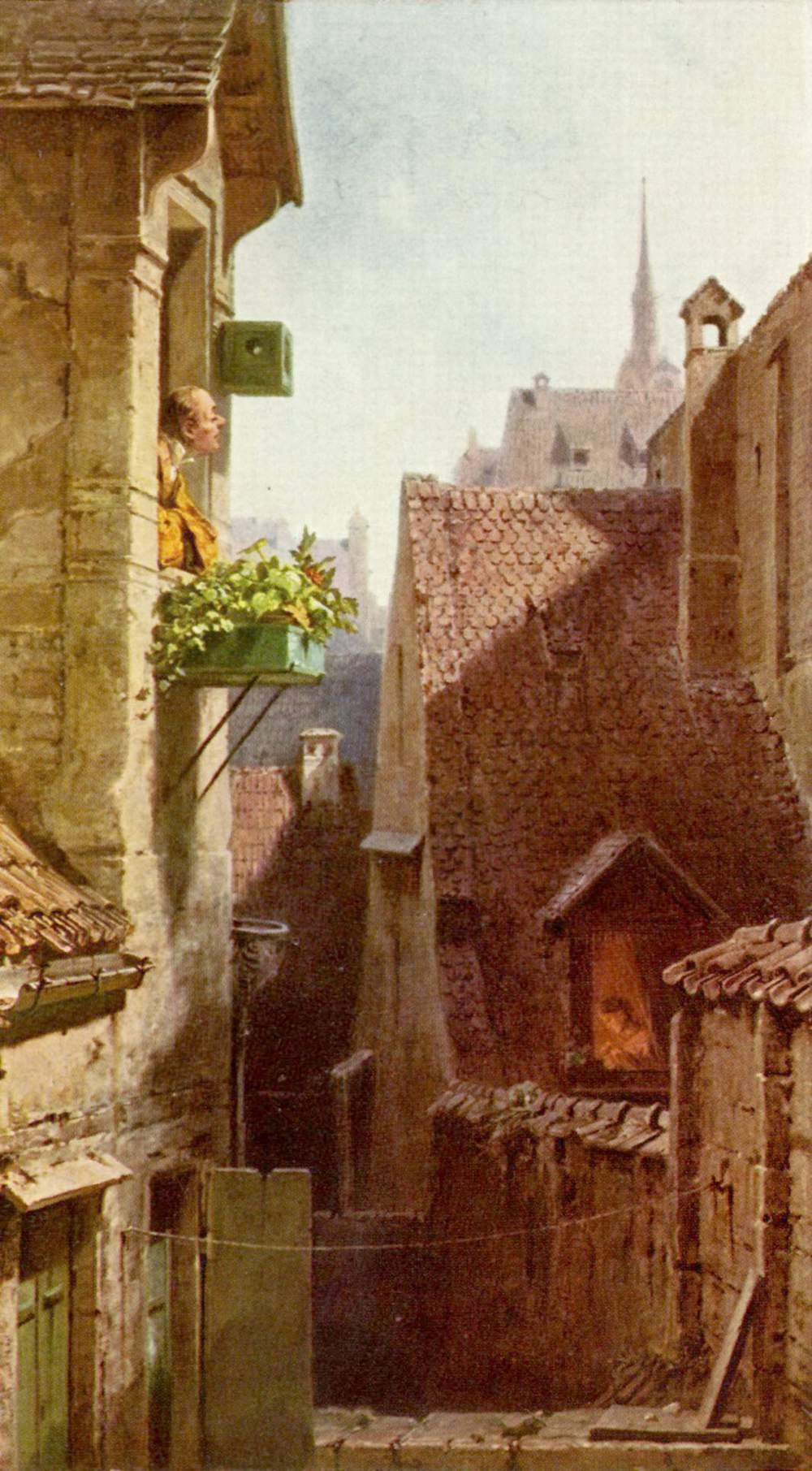
Ein Hypochonder (omkring 1865)
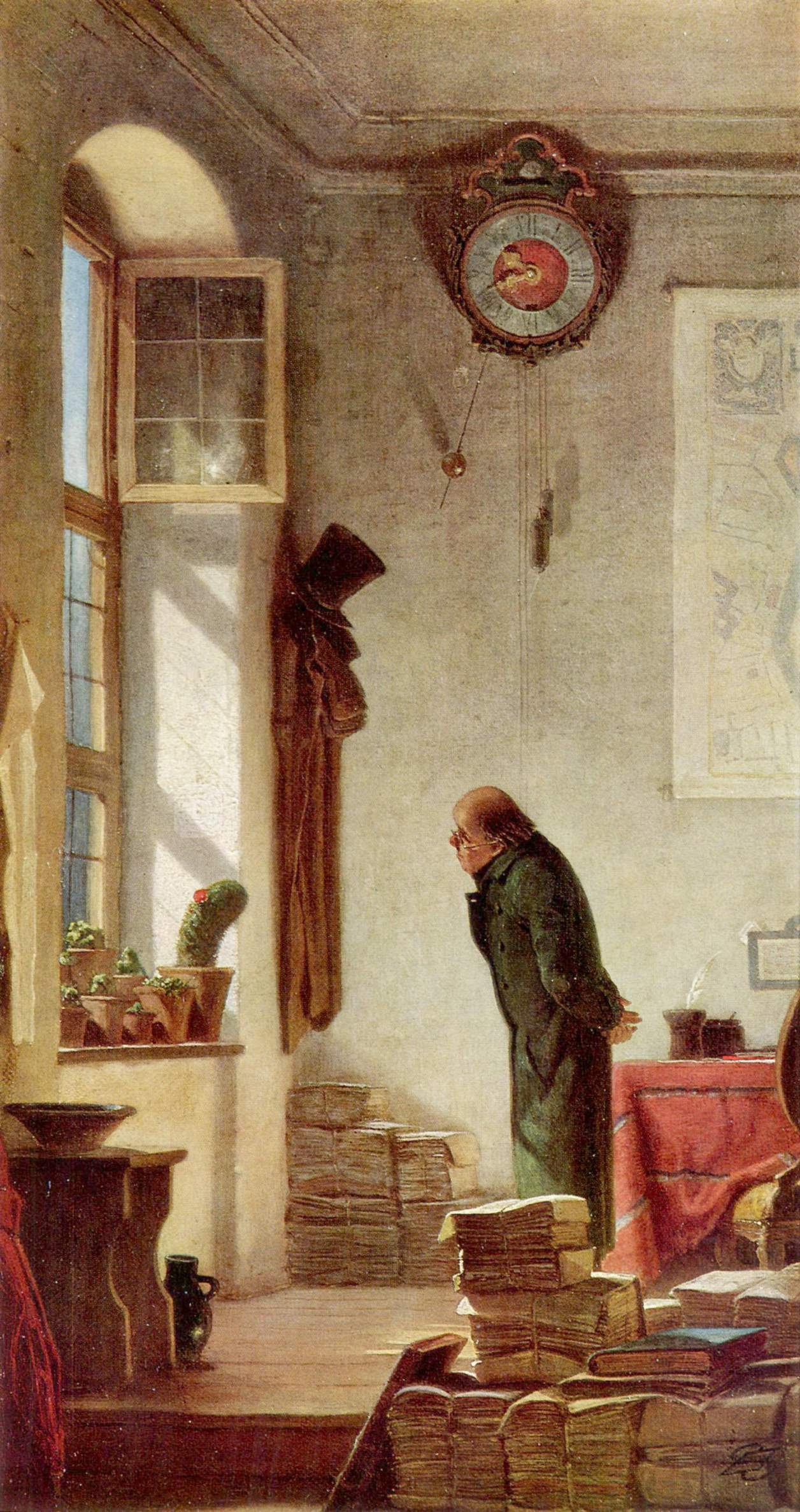
Der Kaktusliebhaber (efter 1850)
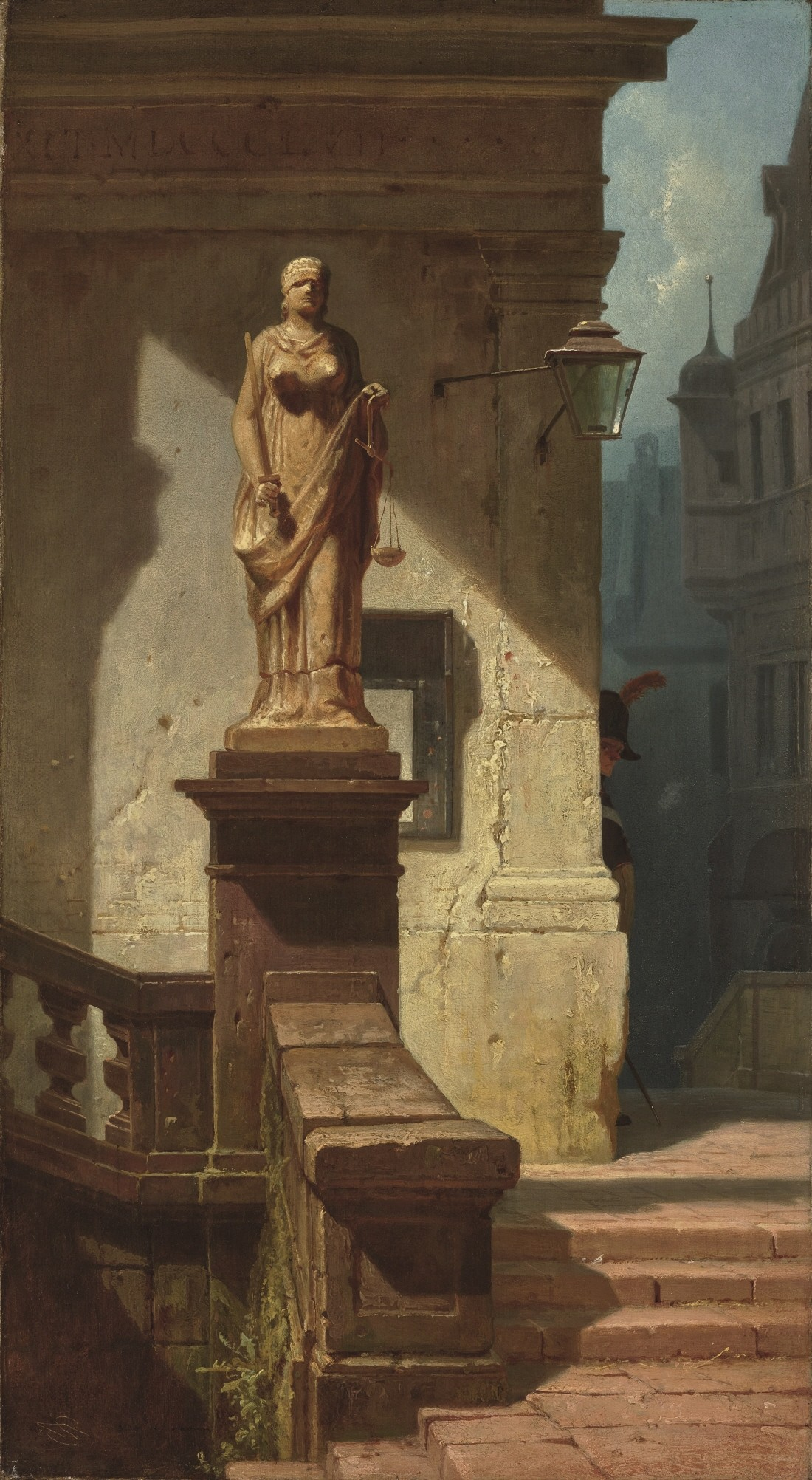
Die Gerechtigkeit, das Auge des Gesetzes (Fiat Justitia!) (1857)